# Књига Теутова
Књига Теутова је име дато многим древним египатским текстовима које је наводно написао Теут, египатски бог писања и знања. Они укључују многе текстове за чије постојање знамо на основу тврдњи древних аутора и магичну књигу која се појављује у египатском делу фикције.

## Текстови за које се зна или се тврди да постоје
Египћани су чували многе текстове, о широком спектру тема, у „Кућама живота“, библиотекама које су се налазиле у комплексима храмова. Пошто је Теут бог знања у египатској митологији, за многе од ових текстова се тврдило да су његово дело. Египатски историчар Манетон рекао је да је Теут написао 36525 књига.
Црквени отац Климент Александријски, у шестој књизи свог дела Стромата, помиње четрдесет и две књиге које су користили египатски свештеници за које каже да садрже „целу философију Египћана“. Све ове књиге, према Клементу, написао је Хермес (претходно постојећи грчки бог којег су Грци упоредили са Теутом, тврдећи да су исти бог, који има сличне квалитете, нпр. обојица су измислили писање). Превод са египатског језика и појмова на грчки језик и појмове није био сасвим исправан, а извесна египатска аутентичност је изгубљена. Међу покривеним темама су химне, ритуали, изградња храмова, астрологија, географија и медицина.
Египтолози Ричард Луис Џејшоу и Карл-Теодор Заузич назвали су дугачки египатски текст из птолемејског периода „Књига Теутова“. Овај демотски текст, познат из више од четрдесет фрагментарних копија, састоји се од дијалога између особе која се зове „Онај-који-воли-знање” и личности коју Џејшоу и Заузич идентификују као Теута. Теме њиховог разговора укључују рад писара, различите аспекте богова и њихових светих животиња и Дуат, царство мртвих.

## Измишљена књига
Измишљена Књига Теутова појављује се у староегипатској краткој причи из птоломејског периода, познатој као „Сетне Хамвас и Нанеферкаптах” или „Сетне I”. Књига, коју је написао Теут, садржи две записане чини, од којих једна омогућава читаоцу да разуме говор животиња, а друга која омогућава читаоцу да уочи саме богове.
Према предању, књига је првобитно била сакривена на дну Нила близу Коптоса, где је била закључана у низу кутија које су чувале змије. Египатски принц Неферкаптах се борио са змијама и узео књигу, али као казну за његову крађу од Теута, богови су убили његову жену Ахвере и сина Мераба. Неферкаптах је извршио самоубиство и био је сахрањен заједно са књигом. Генерације касније, протагониста приче, Сетне Хамвас (личност заснована на историјском принцу Хамвасету), краде књигу из Неферкаптахове гробнице упркос противљењу Неферкаптаховог духа. Сетне тада упознаје лепу жену која га заводи да убије своју децу и понизи се пред фараоном. Он открива да је ова епизода била илузија коју је створио Неферкаптах, и у страху од даље одмазде, Сетне враћа књигу у Неферкаптахову гробницу. На Неферкаптахов захтев, Сетне такође проналази тела Неферкаптахове жене и сина и сахрањује их у Неферкаптаховом гробу, која потом бива запечаћена.
Прича одражава египатско веровање да знање богова није намењено људима.